# 渡世人 (1967年の映画)
『渡世人』（とせいにん）は、1967年（昭和42年）7月30日（日曜日）に東映系で公開された日本映画。主演・梅宮辰夫、監督：佐伯清。

## 解説
股旅ムードいっぱいの任侠大作。満州駐在の日本軍と現地の人間との仲が険悪になっていった昭和初期。正宗一家の三代目、塚本秀之助はこの事態を憂慮し、満州から来日した馬賊の頭目・北天竜とともに知恵を絞っていた。だが一方で、戦争によって利権を得ようとする上毛組の藤井丑松は、博徒黒金一家の五代目・広川大介にこの両名の暗殺をもちかける…。満州事変を背景に、物情騒然とした日本で、利権あさりに狂奔する博徒たちの中に、本当の任侠道を押し通す男たちの姿を通して、渡世の掟を重んじる生粋の渡世人を描いたもの。

## スタッフ
- 監督：佐伯清
- 企画：俊藤浩滋、矢部恒、吉田達
- 脚本：棚田吾郎
- 撮影：飯村雅彦
- 録音：加瀬寿士
- 照明：桑名史郎
- 美術：北川弘
- 音楽：木下忠司
- 編集：長沢嘉樹
- 擬斗：日尾孝司
- 助監督：野田孝男
- 進行主任：白浜汎城
- 現像：東映化学工業株式会社
- 主題歌：「男無情」
  - 作詞：十二村哲
  - 作曲：音賀良一
  - 唄：城卓矢（東芝レコード）
- 主題歌：「上州八木節」
  - 唄：椛沢芳月
  - 横笛：老成参州
  - 鳴物：田沢鶴粋

## 出演者
- 大泉新次郎：梅宮辰夫
- 成瀬：若山富三郎
- 佐々木：城卓矢（東芝レコード）
- お登喜：市川和子
- 春江：城野ゆき
- 藤井丑松：金子信雄
- 広川大介：南原宏治
- 立花：柳永二郎
- 塚本秀之助：水島道太郎
- 児玉：名和宏
- 山内刑事：穂積隆信
- 満州寅：御木本伸介
- 北天竜：石山健二郎
- 由造：沢彰謙
- 池野：八名信夫
- 猛：佐藤晟也
- 正夫：北川恵一
- 教講師：河合絃司
- 口上人：植田灯孝
- 井崎：関山耕司
- 浮浪者：滝島孝二
- 受刑者A：久保一
- 受刑者C：大木史朗
- 医師：小塚十紀雄
- 塚本の子分：須賀良
- 本間：小林稔侍
- 小柳：岡野耕作
- ：志摩栄
- 児玉の子分A：秋山敏
- 代貸A：土山登士幸
- 医者：相馬剛三
- つぼ振：日尾孝司
- 看守：田川恒夫
- ：野口泉
- 受刑者B：沢田浩二
- ：木川哲也
- ：岩本好恵
- ：伊藤慶子
- 塚本の妻せつ：真木亜沙子
- ：川田信一
- ：鈴木義征
- ：桐島好夫
- 代貸B：山之内修
- 常男：斉藤信也
- 栗山八五郎（猛の兄貴分）：藤山寛美
- 三上俊彦：鶴田浩二（特別出演）

## ネット配信
YouTube「toei Xstream theater」で、2022年9月9日21:00（JST）から同年9月23日21:00（JST）まで無料配信が行われていた。